# Barbery (Oise)
Barbery é uma comuna francesa na região administrativa de Altos da França, no departamento de Oise. Estende-se por uma área de 7,6 km². Em 2010 a comuna tinha 584 habitantes (densidade: 76,8 hab./km²).